# ビエホ橋 (ロンダ)
ビエホ橋（スペイン語: Puente Viejo）は、スペイン・アンダルシア州マラガ県ロンダの旧市街と新市街とを結ぶ橋梁である。ロンダの町の旧市街と新市街はグアダレビン川で隔てられており、ビエホ橋はグアダレビン川に架けられている。名称は「古い橋」という意味であり、これはロンダの旧市街と新市街とを結ぶヌエボ橋（スペイン語: Puente Nuevo、「新しい橋」）に対する名称である。2016年現在において、ビエホ橋は歩行者専用橋として用いられている。

## 構造
ビエホ橋はグアダレビン川が侵食したことによって形成したロンダ峡谷の上に架けられた橋である。この橋は、北東から南西の方向を向いており、峡谷の北にある新市街と、峡谷の南にある旧市街とをつないでいる。差し渡し約10メートル (m) の1つのアーチで峡谷の上を越えており、グアダレビン川の水面からは約31 mの高さがある。なお、現状のビエホ橋は17世紀に作り変えられたものである。

## 歴史
かつての橋は1616年に洪水によって破壊された。17世紀に再建した橋が、ビエホ橋として21世紀現在まで残っている。